# 錦駅
錦駅（にしきえき）は、滋賀県大津市昭和町にある、京阪電気鉄道石山坂本線の停留場。駅番号はOT08。

## 歴史
- 1913年（大正2年）3月1日：大津電車軌道大津（現・びわ湖浜大津駅） - 膳所（現・膳所本町駅）間開通と同時に開業。
- 1927年（昭和2年）1月21日：会社合併により琵琶湖鉄道汽船の停留場となる。
- 1929年（昭和4年）4月11日：会社合併により京阪電気鉄道石山坂本線の停留場となる。
- 1943年（昭和18年）10月1日：会社合併により京阪神急行電鉄（現・阪急電鉄）の停留場となる。
- 1944年（昭和19年）8月15日：営業一時休止。
- 1949年（昭和24年）12月1日：会社分離により、改めて京阪電気鉄道の停留場となる。
- 1959年（昭和34年）9月1日：営業再開。
- 1966年（昭和41年）10月16日：ホームと上屋の改築工事竣工。

## 停留場構造
相対式ホーム2面2線をもつ地上駅。駅舎（改札口）は坂本方面行ホームの石山寺寄りにあり、反対側の石山寺方面行ホームへは構内踏切で連絡している。PiTaPa（ICOCA）利用時には専用のカードリーダーにかざして出入りする。なお、駅員の配置は平日朝のみである。

### のりば
| ホーム | 路線        | 方向 | 行先                           |
| ------ | ----------- | ---- | ------------------------------ |
| 駅舎側 | ▼石山坂本線 | 下り | びわ湖浜大津・坂本比叡山口方面 |
| 反対側 | ▼石山坂本線 | 上り | 石山寺方面                     |

- ホーム有効長は2両。のりば番号は設定されていない。

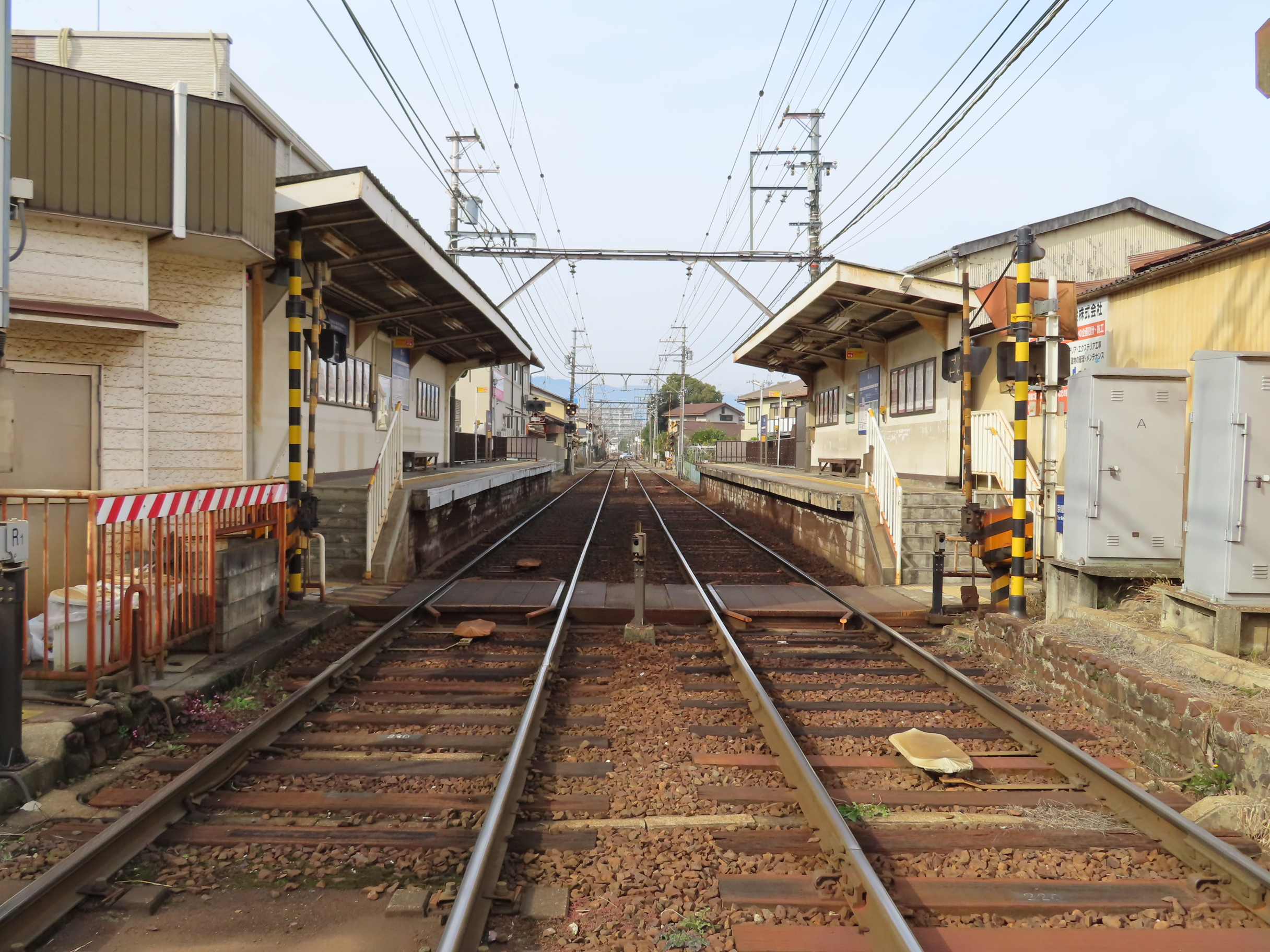
ホーム（踏切から）
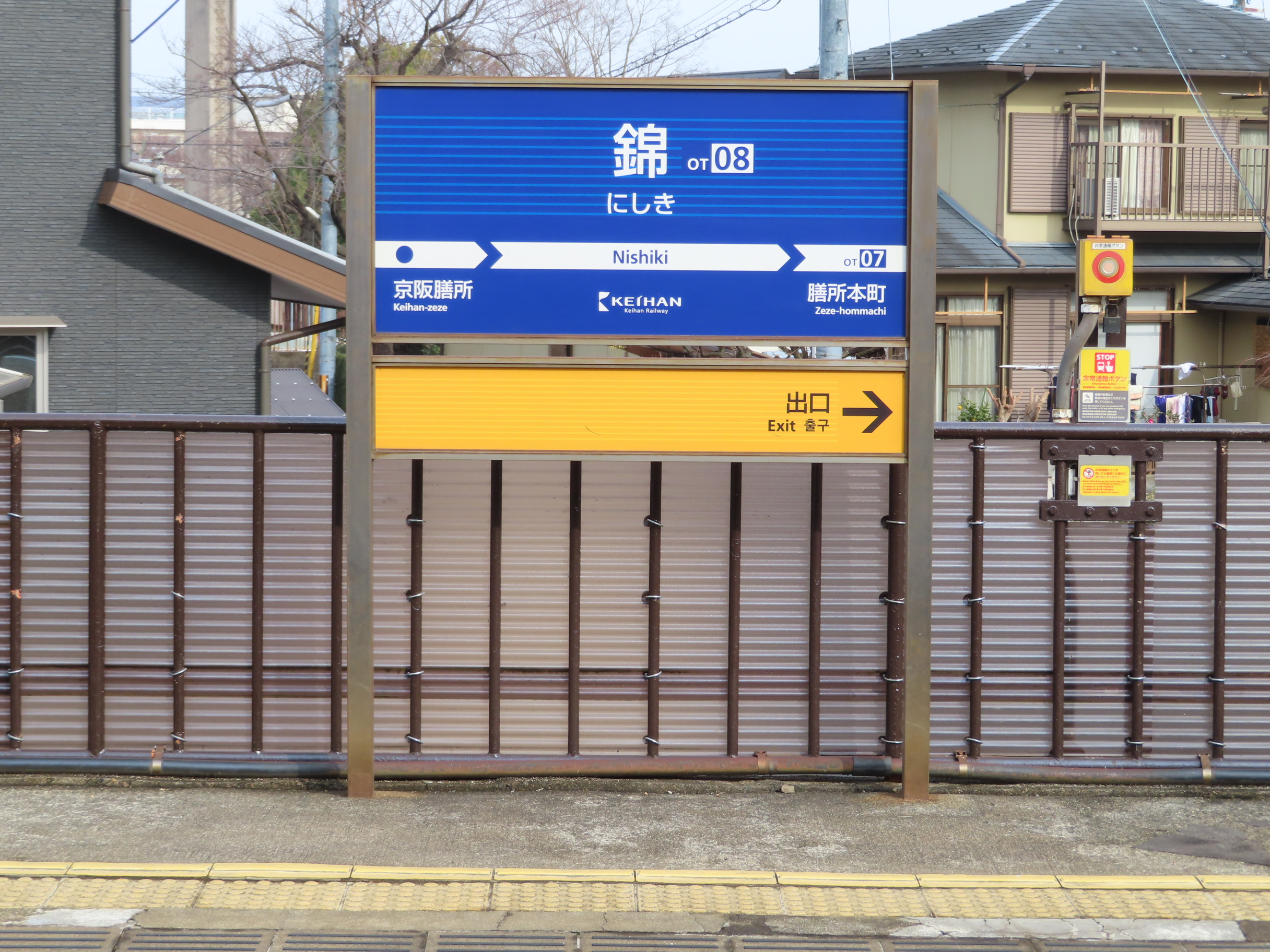
駅名標（2020年12月）

## 停留場周辺
- 滋賀大学教育学部附属幼稚園
- 滋賀大学教育学部附属小学校
- 滋賀大学教育学部附属中学校
- びわ湖大津プリンスホテル
- 大津市立膳所ふれあいセンター
- 大津労働基準監督署
- 大津ロングゴルフ - ゴルフ練習場
- 浄業寺
- 桃源寺
- 石坐神社[4]
- 和田神社[5]
- 六体地蔵尊
- 国道1号
- 滋賀県道102号大津湖岸線

## 隣の停留場
京阪電気鉄道
▼石山坂本線
膳所本町駅 (OT07) - 錦駅 (OT08) - 京阪膳所駅 (OT09)